# أموري دوايت مايو
أموري دوايت مايو (بالإنجليزية: Amory Dwight Mayo)‏ هو عالم عقيدة وكاتب أمريكي، ولد في 31 يناير 1823، وتوفي في 8 أبريل 1907.